# 杉森信義
杉森 信義（すぎもり のぶよし、元和7年〈1621年〉 - 貞享4年4月22日〈1687年6月1日〉）とは、江戸時代の武士。近松門左衛門の父。

## 来歴
越前国福井藩の藩士杉森信重の三男。幼名斎之助、のちに市左衛門と名乗る。妻は福井藩の藩医岡本為竹の娘喜里、子に智義、信盛（近松門左衛門）、伊恒（岡本一抱）らがいる。福井藩主松平忠昌に児小姓の頃より仕え、三百石を家禄とする。忠昌の没後は吉江藩で松平昌親に仕えたが、寛文4年（1664年）以降に藩を辞して浪人の身となり、妻子と共に京都に移り住んだ。京では俳書『宝蔵』に句を残している。享年67。墓所は京都本圀寺、戒名は智妙院道喜日勧居士。